# ブライダル・ウォーズ
『ブライダル・ウォーズ』（原題: Bride Wars）は、2009年のアメリカのロマンティック・コメディ映画。日本では劇場未公開、2009年11月6日にDVD・ビデオ発売（レンタル開始）。

## ストーリー
幼馴染で親友同士のリヴとエマ。二人は偶然に同じ日に婚約し、同じホテルで結婚式の計画を始めた。しかし、ホテル側の手違いで同じ日の同じ時間にブッキングしてしまい、どちらかが式を譲るはめになってしまう。

## キャスト
| 役名                         | 俳優                       | 日本語吹替 |
| ---------------------------- | -------------------------- | ---------- |
| オリヴィア・“リヴ”・ラーナー | ケイト・ハドソン           | 吉川亜紀子 |
| エマ・アラン                 | アン・ハサウェイ           | 中村千絵   |
| ネイサン・“ネイト”・ラーナー | ブライアン・グリーンバーグ | 川島得愛   |
| フレッチャー・フレムソン     | クリス・プラット           | 永井誠     |
| ダニエル・ウィリアムズ       | スティーヴ・ハウイー       | 花輪英司   |
| マリオン・St・クレア         | キャンディス・バーゲン     | 磯辺万沙子 |
| デビー                       | クリステン・ジョンストン   | 山口眞弓   |